# Mégalomanie
 Mise en garde médicale
La mégalomanie est la surestimation de ses capacités, elle se traduit par un désir immodéré de puissance et un amour exclusif de soi.
Elle peut être le signe d'un manque affectif.
En psychologie, la mégalomanie est classée dans la famille des psychoses délirantes chroniques. On la nomme couramment « folie des grandeurs » ou « délire des grandeurs », expression qui correspond à son étymologie (du grec mégalo, grand, et mania, folie).

## Prévalence
La recherche suggère que la sévérité des illusions de grandeur est directement liée à une haute estime de soi chez les individus et inversement liée à la sévérité de la dépression et des auto-évaluations négatives des individus. Lucas et al. ont trouvé qu'il n'y a pas de différences significatives selon le genre dans l'établissement des illusions de grandeur. Cependant, ils affirment que « la composante particulière de l'illusion de grandeur » peut varier d'un genre à l'autre. Aussi, il a été noté que l'illusion de grandeur était plus probable chez les personnes ayant au moins une formation secondaire par rapport aux personnes moins instruites. De même, la présence de délire grandiose chez les aînés est plus fréquente que chez les personnes les plus jeunes d'une fratrie.

## Symptômes
Selon le DSM-5, les critères diagnostiques des troubles mégalomaniaques incluent les croyances exagérées :
- d'estime de soi ;
- de puissance[5] ;
- de connaissances ;
- d'identité ;
- d'avoir une relation exceptionnelle à une divinité ou une personne célèbre[6].

Par exemple, un patient qui a des croyances fictives à propos de son pouvoir ou son autorité peut se croire un monarque dirigeant qui mérite d'être traité comme la royauté. Il existe des différences importantes dans le degré des délires de grandiosité entre les patients. Certains patients pensent qu'ils sont Dieu, la Reine d'Angleterre, le fils d'un président, d'une célèbre vedette de rock, etc. D'autres ne sont pas aussi expansifs et pensent qu'ils sont de grands sportifs ou de grands inventeurs.

### Fonctions positives
Les délires de grandeur ont souvent une fonction très positive pour la personne en soutenant ou en augmentant leur estime de soi.
En conséquence, il est important de prendre en compte les effets de leur éventuelle suppression pour le patient en thérapie. Dans de nombreux cas de mégalomanie, il convient d'opter pour une modification fractionnaire plutôt que totale, ce qui permet de préserver les éléments de l'illusion qui sont essentiels à l'estime de soi. Par exemple, une femme qui pense qu'elle est agent des services secrets gagne une bonne estime de soi, ce qui est le but de cette croyance, donc jusqu'à ce que ce sentiment puisse être fourni par ailleurs, il est préférable de ne pas essayer de le modifier.

## Causes du délire
Il existe deux causes principales à ces délires de grandeur :
- le délire comme défense : mécanisme de défense psychologique de son psychisme (complexe de supériorité) contre une estime de soi basse (complexe d'infériorité) et la dépression ;
- la conséquence émotionnelle : résultat d'émotions exagérées.

## Épidémiologie
En faisant une recherche avec plus de 1 000 individus de tous milieux, Stompe et coll (2006) ont découvert que la mégalomanie est le deuxième délire le plus courant après les délires de persécution. On a également observé une variation de l'apparition du délire de grandeur chez des patients schizophrènes à travers des cultures,. Les recherches effectuées par Appelbaum et al. ont permis de constater que les délires mégalomaniaques apparaissaient plus fréquemment chez les patients ayant des troubles bipolaires (59 %) par rapport aux patients schizophrènes (49 %) et aux patients déprimés (21 %).

## Comorbidité

### Schizophrénie
Pour un article plus général, voir Schizophrénie.
La schizophrénie est un trouble mental défini par une perte de contact avec la réalité, et l’occurrence de comportements psychotiques, notamment les hallucinations et les délires (croyances irréelles qui persistent même quand il y a des preuves du contraire). Les délires peuvent inclure l'idée fausse et constante que la personne est suivie ou empoisonnée, ou que les pensées de la personne sont diffusées pour que d'autres puissent les écouter. Les délires dans la schizophrénie se développent souvent quand l'individu tente d'expliquer ses hallucinations. Les patients qui font l'expérience d'hallucinations auditives récurrentes peuvent développer l'illusion que d'autres personnes intriguent contre eux et sont malhonnêtes quand ceux-ci leur disent qu'ils n'entendent pas les voix que ces patients entendent.
Plus précisément, les délires de grandeur se rencontrent plus fréquemment dans la schizophrénie paranoïde, dans laquelle une personne a un sens extrêmement exagéré de sa valeur, sa personnalité, ses connaissances ou son autorité. D'autres délires de grandeur fréquents dans la schizophrénie incluent les délires religieux tels que la croyance d'être Jésus Christ.

### Trouble bipolaire
Pour un article plus général, voir Trouble bipolaire.
Le trouble bipolaire de type I peut conduire à une dérégulation affective sévère ou à des états d'humeur qui passent d'une dépression extrêmement faible à une humeur exceptionnellement haute (manie). Dans l'hypomanie ou la manie, certains patients peuvent souffrir de délires de grandeurs. Dans les manifestations les plus graves, les jours sans dormir ou les hallucinations auditives et autres, et les pensées incontrôlables peuvent renforcer ces délires. Dans la manie, cette maladie n'affecte pas seulement les émotions mais peut aussi conduire à l'impulsivité et à la pensée désorganisée qui peut être exploitée pour augmenter leur mégalomanie. Protéger ce délire peut aussi conduire à l'extrême irritabilité, la paranoïa, et la peur. Parfois leur anxiété peut être si importante que les personnes croient que d'autres sont jaloux et par conséquent, qu'ils veulent saper leurs « capacités extraordinaires », les persécuter ou même essayent de saisir ce qu'ils possèdent déjà.
La grande majorité des patients bipolaires expérimentent rarement les délires. Habituellement, lorsqu'ils éprouvent ou affichent une excitabilité élevée appelée manie, ils peuvent éprouver de la joie, de la colère, un état morose dans lequel la vie n'a aucun sens, et parfois même un état mélangé d'émotions intenses. Certaines de ces pensées mégalomaniaques peuvent être des croyances fortes d'être très riche ou célèbre, ou ayant des capacités supra-humaines, ou pouvant même conduire à des idéations suicidaires graves. Dans des formes plus sévères, le patient bipolaire peut entendre des voix qui soutiennent ces croyances grandioses. Dans leurs délires, ils peuvent croire qu'ils sont, par exemple, un roi/une reine, un génie créateur, ou peuvent même exterminer la pauvreté du monde en raison de leur extrême générosité.

## Aspect anatomique
Les délires de grandeurs sont fréquemment et presque toujours liés à des lésions du lobe frontal. Les lésions du lobe temporal ont été principalement rapportées chez les patients souffrant de délires de persécution et de remords, tandis que les atteintes frontales et temporo-frontales ont été décrites chez les patients ayant des délires de grandeur, et de syndrome de Cotard.

## Traitement
Chez les patients souffrant de schizophrénie, les délires des grandeurs et religieux sont les moins sensibles aux interventions cognitivo-comportementales. L'intervention cognitivo-comportementale est une forme de thérapie psychologique, initialement utilisée pour la dépression, mais actuellement utilisée pour une variété de troubles mentaux, dans l'espoir de soulager la détresse et le handicap. Pendant la thérapie, les délires de grandeur étaient liés aux croyances sous-jacentes des patients utilisant le chaînage d'inférences,. Quelques exemples d'interventions réalisées pour améliorer l'état du patient mettaient l'accent sur des thèmes spécifiques, la clarification des néologismes et le lien entre les pensées.
Les patients souffrant de troubles mentaux qui ont des expériences de délires de grandeurs ont été trouvés comme ayant de faibles risques d'avoir des pensées suicidaires, et de passer à l'acte.